# Lista över övergångar i Premier League 2013/2014
Nedan är en lista över alla övergångar in och ut från lagen i engelska Premier League säsongen 2013/2014

## Arsenal
| In: | Ut: |

| Nr | Land | Pos | Namn |
| -- | ---- | --- | ---- |

| Nr | Land | Pos | Namn |
| -- | ---- | --- | ---- |

| Nr | Land      | Pos | Namn                                    |
| -- | --------- | --- | --------------------------------------- |
|    | England   | MF  | Craig Eastmond (till Colchester United) |
|    | England   | MF  | Jordan Wynter (till Bristol City)       |
|    | Brasilien | MF  | Denilson (till São Paulo)               |

| Nr | Land      | Pos | Namn                                    |
| -- | --------- | --- | --------------------------------------- |
|    | England   | MF  | Craig Eastmond (till Colchester United) |
|    | England   | MF  | Jordan Wynter (till Bristol City)       |
|    | Brasilien | MF  | Denilson (till São Paulo)               |

## Aston Villa
| In: | Ut: |

| Nr | Land          | Pos | Namn                                |
| -- | ------------- | --- | ----------------------------------- |
|    | Nederländerna | MF  | Leandro Bacuna (från Groningen)     |
|    | Danmark       | F   | Jores Okore (från Nordsjælland)     |
|    | Bulgarien     | MF  | Aleksandar Tonev (från Lech Poznań) |
|    | Danmark       | A   | Nicklas Helenius (från AaB)         |
|    | Spanien       | F   | Antonio Luna (från Sevilla)         |

| Nr | Land          | Pos | Namn                                |
| -- | ------------- | --- | ----------------------------------- |
|    | Nederländerna | MF  | Leandro Bacuna (från Groningen)     |
|    | Danmark       | F   | Jores Okore (från Nordsjælland)     |
|    | Bulgarien     | MF  | Aleksandar Tonev (från Lech Poznań) |
|    | Danmark       | A   | Nicklas Helenius (från AaB)         |
|    | Spanien       | F   | Antonio Luna (från Sevilla)         |

| Nr | Land       | Pos | Namn                                 |
| -- | ---------- | --- | ------------------------------------ |
|    | USA        | F   | Eric Lichaj (till Nottingham Forest) |
|    | Australien | MF  | Brett Holman (till Al Nasr)          |
|    | Irland     | F   | Derrick Williams (till Bristol City) |

| Nr | Land       | Pos | Namn                                 |
| -- | ---------- | --- | ------------------------------------ |
|    | USA        | F   | Eric Lichaj (till Nottingham Forest) |
|    | Australien | MF  | Brett Holman (till Al Nasr)          |
|    | Irland     | F   | Derrick Williams (till Bristol City) |

## Cardiff City
| In: | Ut: |

| Nr | Land | Pos | Namn |
| -- | ---- | --- | ---- |

| Nr | Land | Pos | Namn |
| -- | ---- | --- | ---- |

| Nr | Land | Pos | Namn |
| -- | ---- | --- | ---- |

| Nr | Land | Pos | Namn |
| -- | ---- | --- | ---- |

## Chelsea
| In: | Ut: |

| Nr | Land     | Pos | Namn                                   |
| -- | -------- | --- | -------------------------------------- |
|    | Tyskland | A   | André Schürrle (från Bayer Leverkusen) |

| Nr | Land     | Pos | Namn                                   |
| -- | -------- | --- | -------------------------------------- |
|    | Tyskland | A   | André Schürrle (från Bayer Leverkusen) |

| Nr | Land    | Pos | Namn                                           |
| -- | ------- | --- | ---------------------------------------------- |
|    | Belgien | MV  | Thibaut Courtois (på lån till Atlético Madrid) |
|    | England | F   | Todd Kane (på lån till Blackburn Rovers)       |
|    | England | MF  | George Saville (på lån till Brentford)         |

| Nr | Land    | Pos | Namn                                           |
| -- | ------- | --- | ---------------------------------------------- |
|    | Belgien | MV  | Thibaut Courtois (på lån till Atlético Madrid) |
|    | England | F   | Todd Kane (på lån till Blackburn Rovers)       |
|    | England | MF  | George Saville (på lån till Brentford)         |

## Crystal Palace
| In: | Ut: |

| Nr | Land | Pos | Namn |
| -- | ---- | --- | ---- |

| Nr | Land | Pos | Namn |
| -- | ---- | --- | ---- |

| Nr | Land | Pos | Namn |
| -- | ---- | --- | ---- |

| Nr | Land | Pos | Namn |
| -- | ---- | --- | ---- |

## Everton
| In: | Ut: |

| Nr | Land | Pos | Namn |
| -- | ---- | --- | ---- |

| Nr | Land | Pos | Namn |
| -- | ---- | --- | ---- |

| Nr | Land    | Pos | Namn                                 |
| -- | ------- | --- | ------------------------------------ |
|    | England | F   | Jake Bidwell (till Brentford)        |
|    | England | F   | Jasper Johns (till Sheffield United) |

| Nr | Land    | Pos | Namn                                 |
| -- | ------- | --- | ------------------------------------ |
|    | England | F   | Jake Bidwell (till Brentford)        |
|    | England | F   | Jasper Johns (till Sheffield United) |

## Fulham
| In: | Ut: |

| Nr | Land          | Pos | Namn                                       |
| -- | ------------- | --- | ------------------------------------------ |
|    | Venezuela     | F   | Fernando Amorebieta (från Athletic Bilbao) |
|    | Ghana         | MF  | Derek Boateng (från Dnipro Dnipropetrovsk) |
|    | Tyskland      | F   | Sascha Riether (från 1. FC Köln)           |
|    | Nederländerna | MV  | Maarten Stekelenburg (från Roma)           |

| Nr | Land          | Pos | Namn                                       |
| -- | ------------- | --- | ------------------------------------------ |
|    | Venezuela     | F   | Fernando Amorebieta (från Athletic Bilbao) |
|    | Ghana         | MF  | Derek Boateng (från Dnipro Dnipropetrovsk) |
|    | Tyskland      | F   | Sascha Riether (från 1. FC Köln)           |
|    | Nederländerna | MV  | Maarten Stekelenburg (från Roma)           |

| Nr | Land    | Pos | Namn                           |
| -- | ------- | --- | ------------------------------ |
|    | England | F   | Alex Smith (till Swindon Town) |

| Nr | Land    | Pos | Namn                           |
| -- | ------- | --- | ------------------------------ |
|    | England | F   | Alex Smith (till Swindon Town) |

## Hull City
| In: | Ut: |

| Nr | Land      | Pos | Namn                                  |
| -- | --------- | --- | ------------------------------------- |
|    | Skottland | A   | George Boyd (från Peterborough)       |
|    | Honduras  | F   | Maynor Figueroa (från Wigan Athletic) |
|    | England   | F   | Curtis Davies (från Birmingham City)  |

| Nr | Land      | Pos | Namn                                  |
| -- | --------- | --- | ------------------------------------- |
|    | Skottland | A   | George Boyd (från Peterborough)       |
|    | Honduras  | F   | Maynor Figueroa (från Wigan Athletic) |
|    | England   | F   | Curtis Davies (från Birmingham City)  |

| Nr | Land    | Pos | Namn                                 |
| -- | ------- | --- | ------------------------------------ |
|    | England | F   | Sonny Bradley (till Portsmouth)      |
|    | England | A   | Mark Cullen (till Luton Town)        |
|    | England | F   | Andy Dawson (till Scunthorpe United) |
|    | England | F   | Danny East (till Portsmouth)         |

| Nr | Land    | Pos | Namn                                 |
| -- | ------- | --- | ------------------------------------ |
|    | England | F   | Sonny Bradley (till Portsmouth)      |
|    | England | A   | Mark Cullen (till Luton Town)        |
|    | England | F   | Andy Dawson (till Scunthorpe United) |
|    | England | F   | Danny East (till Portsmouth)         |

## Liverpool
| In: | Ut: |

| Nr | Land            | Pos | Namn                              |
| -- | --------------- | --- | --------------------------------- |
|    | Spanien         | A   | Iago Aspas (från Celta de Vigo)   |
|    | Elfenbenskusten | F   | Kolo Touré (från Manchester City) |
|    | Spanien         | A   | Luis Alberto (från Sevilla)       |
|    | Belgien         | MV  | Simon Mignolet (från Sunderland)  |

| Nr | Land            | Pos | Namn                              |
| -- | --------------- | --- | --------------------------------- |
|    | Spanien         | A   | Iago Aspas (från Celta de Vigo)   |
|    | Elfenbenskusten | F   | Kolo Touré (från Manchester City) |
|    | Spanien         | A   | Luis Alberto (från Sevilla)       |
|    | Belgien         | MV  | Simon Mignolet (från Sunderland)  |

| Nr | Land      | Pos | Namn                                      |
| -- | --------- | --- | ----------------------------------------- |
|    | Skottland | F   | Danny Wilson (till Heart of Midlothian)   |
|    | Ungern    | MV  | Péter Gulácsi (till FC Red Bull Salzburg) |
|    | England   | A   | Andy Carroll (to West Ham United)         |

| Nr | Land      | Pos | Namn                                      |
| -- | --------- | --- | ----------------------------------------- |
|    | Skottland | F   | Danny Wilson (till Heart of Midlothian)   |
|    | Ungern    | MV  | Péter Gulácsi (till FC Red Bull Salzburg) |
|    | England   | A   | Andy Carroll (to West Ham United)         |

## Manchester City
| In: | Ut: |

| Nr | Land      | Pos | Namn                                |
| -- | --------- | --- | ----------------------------------- |
|    | Brasilien | MF  | Fernandinho (från Sjachtar Donetsk) |
|    | Spanien   | MF  | Jesús Navas (från Sevilla)          |

| Nr | Land      | Pos | Namn                                |
| -- | --------- | --- | ----------------------------------- |
|    | Brasilien | MF  | Fernandinho (från Sjachtar Donetsk) |
|    | Spanien   | MF  | Jesús Navas (från Sevilla)          |

| Nr | Land            | Pos | Namn                           |
| -- | --------------- | --- | ------------------------------ |
|    | Nordirland      | F   | Ryan McGivern (till Hibernian) |
|    | Elfenbenskusten | F   | Kolo Touré (till Liverpool)    |
|    | England         | F   | Wayne Bridge (till Reading)    |

| Nr | Land            | Pos | Namn                           |
| -- | --------------- | --- | ------------------------------ |
|    | Nordirland      | F   | Ryan McGivern (till Hibernian) |
|    | Elfenbenskusten | F   | Kolo Touré (till Liverpool)    |
|    | England         | F   | Wayne Bridge (till Reading)    |

## Manchester United
| In: | Ut: |

Juan mata (från chelsea)
| Nr | Land    | Pos | Namn                            |
| -- | ------- | --- | ------------------------------- |
|    | Uruguay | F   | Guillermo Varela (från Peñarol) |

| Nr | Land    | Pos | Namn                            |
| -- | ------- | --- | ------------------------------- |
|    | Uruguay | F   | Guillermo Varela (från Peñarol) |

| Nr | Land   | Pos | Namn                                 |
| -- | ------ | --- | ------------------------------------ |
|    | Irland | F   | Sean McGinty (till Sheffield United) |

| Nr | Land   | Pos | Namn                                 |
| -- | ------ | --- | ------------------------------------ |
|    | Irland | F   | Sean McGinty (till Sheffield United) |

## Newcastle United
| In: | Ut: |

| Nr | Land | Pos | Namn |
| -- | ---- | --- | ---- |

| Nr | Land | Pos | Namn |
| -- | ---- | --- | ---- |

| Nr | Land | Pos | Namn |
| -- | ---- | --- | ---- |

| Nr | Land | Pos | Namn |
| -- | ---- | --- | ---- |

## Norwich City
| In: | Ut: |

Johan Elmander (från Galatasaray på lån)
| Nr | Land          | Pos | Namn                                           |
| -- | ------------- | --- | ---------------------------------------------- |
|    | Spanien       | F   | Javier Garrido (från Lazio)                    |
|    | Nederländerna | A   | Ricky van Wolfswinkel (från Sporting Lissabon) |

| Nr | Land          | Pos | Namn                                           |
| -- | ------------- | --- | ---------------------------------------------- |
|    | Spanien       | F   | Javier Garrido (från Lazio)                    |
|    | Nederländerna | A   | Ricky van Wolfswinkel (från Sporting Lissabon) |

| Nr | Land    | Pos | Namn                                        |
| -- | ------- | --- | ------------------------------------------- |
|    | England | A   | Chris Martin (till Derby County)            |
|    | England | F   | Marc Tierney (till Bolton Wanderers)        |
|    | England | MV  | Declan Rudd (på lån till Preston North End) |
|    | England | MF  | Korey Smith (till Oldham Athletic)          |
|    | England | F   | Elliott Ward (till Bournemouth)             |
|    | England | MF  | Tom Adeyemi (till Birmingham City)          |

| Nr | Land    | Pos | Namn                                        |
| -- | ------- | --- | ------------------------------------------- |
|    | England | A   | Chris Martin (till Derby County)            |
|    | England | F   | Marc Tierney (till Bolton Wanderers)        |
|    | England | MV  | Declan Rudd (på lån till Preston North End) |
|    | England | MF  | Korey Smith (till Oldham Athletic)          |
|    | England | F   | Elliott Ward (till Bournemouth)             |
|    | England | MF  | Tom Adeyemi (till Birmingham City)          |

## Southampton
| In: | Ut: |

| Nr | Land     | Pos | Namn                     |
| -- | -------- | --- | ------------------------ |
|    | Kroatien | F   | Dejan Lovren (från Lyon) |

| Nr | Land     | Pos | Namn                     |
| -- | -------- | --- | ------------------------ |
|    | Kroatien | F   | Dejan Lovren (från Lyon) |

| Nr | Land | Pos | Namn |
| -- | ---- | --- | ---- |

| Nr | Land | Pos | Namn |
| -- | ---- | --- | ---- |

## Stoke City
| In: | Ut: |

| Nr | Land | Pos | Namn |
| -- | ---- | --- | ---- |

| Nr | Land | Pos | Namn |
| -- | ---- | --- | ---- |

| Nr | Land    | Pos | Namn                         |
| -- | ------- | --- | ---------------------------- |
|    | England | MF  | Matthew Lund (till Rochdale) |

| Nr | Land    | Pos | Namn                         |
| -- | ------- | --- | ---------------------------- |
|    | England | MF  | Matthew Lund (till Rochdale) |

## Sunderland
| In: | Ut: |

| Nr | Land      | Pos | Namn                                      |
| -- | --------- | --- | ----------------------------------------- |
|    | Kap Verde | MF  | Cabral (från Basel)                       |
|    | Frankrike | F   | Modibo Diakité (från Lazio)               |
|    | Frankrike | F   | Valentin Roberge (från Marítimo)          |
|    | England   | A   | Duncan Watmore (från Altrincham)          |
|    | Sverige   | MF  | David Moberg Karlsson (från IFK Göteborg) |
|    | Frankrike | F   | El-Hadji Ba (från Le Havre)               |

| Nr | Land      | Pos | Namn                                      |
| -- | --------- | --- | ----------------------------------------- |
|    | Kap Verde | MF  | Cabral (från Basel)                       |
|    | Frankrike | F   | Modibo Diakité (från Lazio)               |
|    | Frankrike | F   | Valentin Roberge (från Marítimo)          |
|    | England   | A   | Duncan Watmore (från Altrincham)          |
|    | Sverige   | MF  | David Moberg Karlsson (från IFK Göteborg) |
|    | Frankrike | F   | El-Hadji Ba (från Le Havre)               |

| Nr | Land    | Pos | Namn                            |
| -- | ------- | --- | ------------------------------- |
|    | Belgien | MV  | Simon Mignolet (till Liverpool) |

| Nr | Land    | Pos | Namn                            |
| -- | ------- | --- | ------------------------------- |
|    | Belgien | MV  | Simon Mignolet (till Liverpool) |

## Swansea City
| In: | Ut: |

| Nr | Land    | Pos | Namn                         |
| -- | ------- | --- | ---------------------------- |
|    | Spanien | MF  | José Cañas (från Real Betis) |

| Nr | Land    | Pos | Namn                         |
| -- | ------- | --- | ---------------------------- |
|    | Spanien | MF  | José Cañas (från Real Betis) |

| Nr | Land    | Pos | Namn                                |
| -- | ------- | --- | ----------------------------------- |
|    | England | MF  | Mark Gower (till Charlton Athletic) |

| Nr | Land    | Pos | Namn                                |
| -- | ------- | --- | ----------------------------------- |
|    | England | MF  | Mark Gower (till Charlton Athletic) |

## Tottenham Hotspur
| In: | Ut: |

| Nr | Land | Pos | Namn |
| -- | ---- | --- | ---- |

| Nr | Land | Pos | Namn |
| -- | ---- | --- | ---- |

| Nr | Land    | Pos | Namn                              |
| -- | ------- | --- | --------------------------------- |
|    | England | F   | Nathan Byrne (till Swindon Town)  |
|    | England | F   | Jack Barthram (till Swindon Town) |

| Nr | Land    | Pos | Namn                              |
| -- | ------- | --- | --------------------------------- |
|    | England | F   | Nathan Byrne (till Swindon Town)  |
|    | England | F   | Jack Barthram (till Swindon Town) |

## West Bromwich Albion
| In: | Ut: |

| Nr | Land | Pos | Namn |
| -- | ---- | --- | ---- |

| Nr | Land | Pos | Namn |
| -- | ---- | --- | ---- |

| Nr | Land  | Pos | Namn                                  |
| -- | ----- | --- | ------------------------------------- |
|    | Chile | F   | Gonzalo Jara (till Nottingham Forest) |

| Nr | Land  | Pos | Namn                                  |
| -- | ----- | --- | ------------------------------------- |
|    | Chile | F   | Gonzalo Jara (till Nottingham Forest) |

## West Ham United
| In: | Ut: |

| Nr | Land     | Pos | Namn                                    |
| -- | -------- | --- | --------------------------------------- |
|    | Rumänien | F   | Răzvan Raț (från Sjachtar Donetsk)      |
|    | Spanien  | MV  | Adrián (från Real Betis)                |
|    | England  | A   | Andy Carroll (från Liverpool)           |
|    | England  | A   | Danny Whitehead (från Stockport County) |

| Nr | Land     | Pos | Namn                                    |
| -- | -------- | --- | --------------------------------------- |
|    | Rumänien | F   | Răzvan Raț (från Sjachtar Donetsk)      |
|    | Spanien  | MV  | Adrián (från Real Betis)                |
|    | England  | A   | Andy Carroll (från Liverpool)           |
|    | England  | A   | Danny Whitehead (från Stockport County) |

| Nr | Land    | Pos | Namn                              |
| -- | ------- | --- | --------------------------------- |
|    | England | MV  | Jake Larkins (till Leyton Orient) |

| Nr | Land    | Pos | Namn                              |
| -- | ------- | --- | --------------------------------- |
|    | England | MV  | Jake Larkins (till Leyton Orient) |